# Quảng trường 1-5

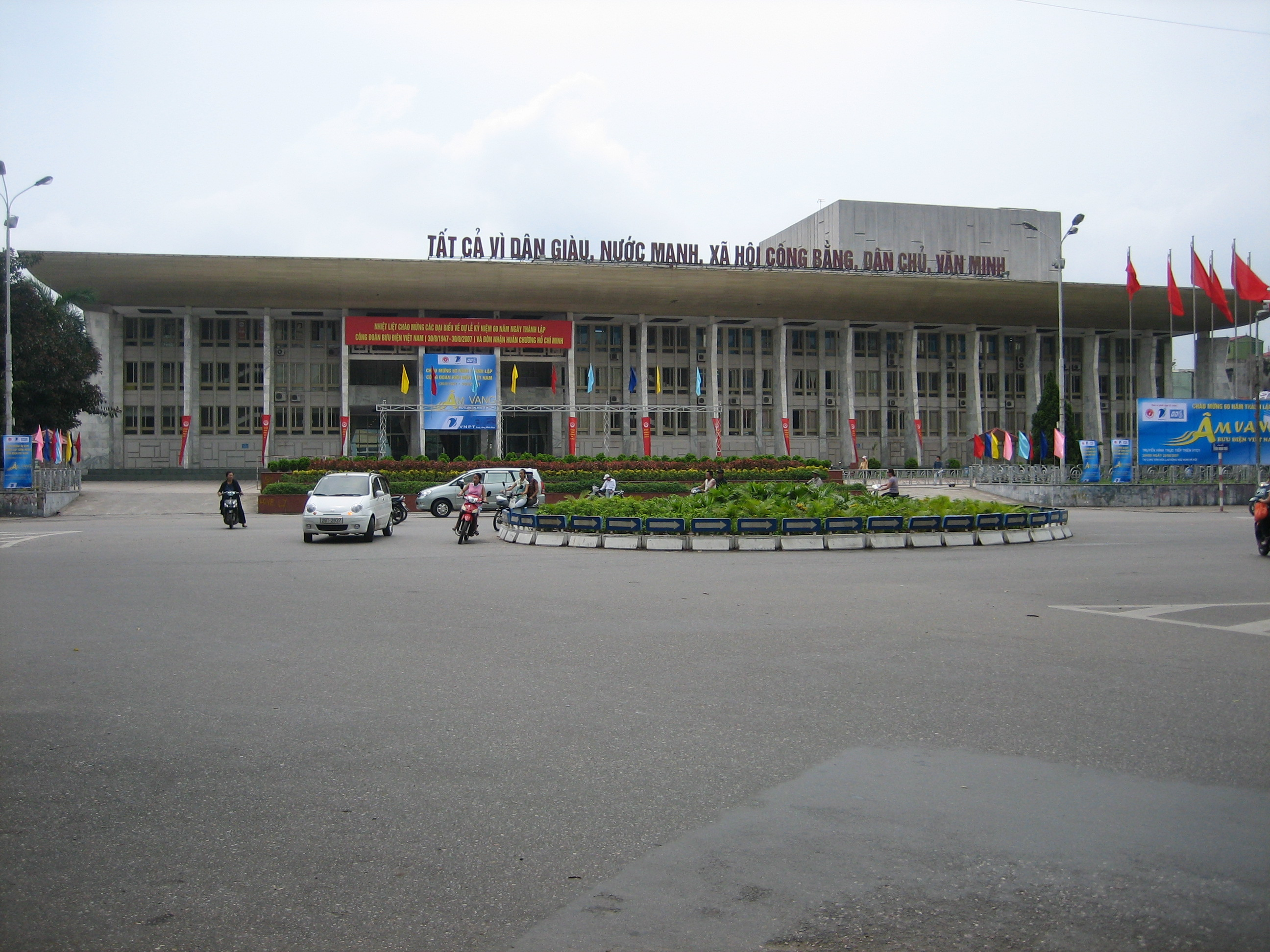
Quảng trường 1-5

Quảng trường 1-5, hay Quảng trường Lao động là một quảng trường thuộc quận Hoàn Kiếm, Hà Nội. Quảng trường gồm phần ngã ba của hai phố Trần Hưng Đạo-Quán Sứ và phần sân lớn trước mặt Cung Văn hóa Hữu nghị Hà Nội.
Quảng trường vốn thuộc Nhà đấu xảo cũ. Sở dĩ đặt tên là 1-5 vì tại đây, ngày 1 tháng 5 năm 1938 đã diễn ra cuộc mít tinh lớn kỷ niệm lần đầu tiên Việt Nam có ngày Quốc tế Lao động với hơn 25.000 người tham gia.